# Bethany Hamilton
Bethany Meilani Hamilton (Lihue, Hawaii, 1990. február 8. –) amerikai profi szörfös. Túlélt egy cápatámadást, melynek során elvesztette a bal karját. Később visszatért szörfözni. Tapasztalatairól 2004-ben írt, Soul Surfer: A True Story of Faith, Family, and Fighting to Get Back on the Board címmel. A történetből 2011 áprilisában Sean McNamara filmet rendezett Soul Surfer (Életem a szörf) címmel. Azóta számos interjú készült Bethanyvel.

## A cápatámadás
Bethany 2003. október 31-én reggel, körülbelül 7:30-kor szörfözni ment legjobb barátnőjével, Alana Blancharddal, Alana apjával és testvérével. Békésen feküdt a szörfdeszkáján, a vízben számos teknős volt és a bal karja a vízbe lógott. Kis idő múlva egy 14-15 láb hosszú tigriscápa megtámadta őt, és leharapta a bal karját. Alana testvére segítségért evezett a partra, míg a többiek kivitték Bethanyt a vízből. Alana apja szorítókötést csinált a pólójából és a szörfdeszka madzagjából. Mire a Wilcox Memorial Hospitalba értek, a lány vérének 60%-át elvesztette. Aznap édesapjának egy bionikus térdet ültettek volna be, de Bethany elfoglalta a műtőt, így az apa műtéte eltolódott.
A műtét után Bethany még hét napot a kórházban töltött. A trauma ellenére mindenáron vissza akart térni a vízre. Az eset után körülbelül egy hónappal már szörfözött. Eleinte elfogadta, hogy a deszkája hosszabb és vastagabb a versenyszabványnál. De idővel Bethany megtanulta pótolni az elveszett karját, és szabványdeszkát használt, aminek a közepére egy fogantyút erősítettek, hogy alá tudjon bukni a hullámoknak. A balesetkor használt szörfdeszkája a California Surf Museumban található.

## Média
A baleset miatt Bethany számos tv-showban szerepelt, például The Biggest Loser, 20/20, Good Morning America, Inside Edition, The Oprah Winfrey Show, The Ellen DeGeneres Show, The Today Show és a The Tonight Show, valamint a People, a Time és az American Girl magazinban.
2004-ben elnyerte a legjobb visszatérőnek járó díjat az EPSY-től.
2011. április 8-án Sean McNamara Bethany Hamilton életrajza alapján elkészítette a Soul Surfer (Életem a szörf) című filmet, melyben AnnaSophia Robb alakította Bethany Hamiltont, Dennis Quaid Tom Hamiltont, Helen Hunt Cheri Hamiltont és Lorraine Nicholson Alana Blanchardot.